# Ghita Lahmamssi
 (mai 2021).
Ghita Lahmamssi (en arabe : غيثة لحمامصي), née le 5 mars à Essaouira, est une chanteuse, mannequin et comédienne marocaine,,.

## Biographie
Ghita Lahmamssi nait à Essaouira, au Maroc, et grandit entre le Maroc et le Luxembourg. Elle commence sa carrière de mannequin a l'age de 6 ans[source secondaire nécessaire].
Après quelques années, Ghita Lahmamssi devient célèbre au Maroc[source secondaire nécessaire].

## Carrière
Elle commence sa carrière professionnelle en tant que mannequin professionnel[source secondaire nécessaire]. Elle a fait notamment son apparition dans le défilé « Caftan »[réf. souhaitée].
En 2016, elle devient l’héroïne d’une série intitulée # code produite par Inwi. Ensuite, elle se fait remarquer dans la série TV Hdidan dans le rôle de Cléopâtre en 2018.
En mars 2020, elle dévoile le single Bik wla bia,, écrit par Anas Iraqi et composé par DJ Van. Le clip est réalisé par Said Moussaria,.
En octobre 2020, elle collabore avec le rappeur Lbenj dans la chanson Que Pasa.
Fin 2020, elle sort le hit Nari qui a réussi à cumuler plus de 700 000 vues en moins de 24 heures,.
En 2021, elle apparaît dans la couverture du magazine L'officiel Arabia aux côtés du footballeur Karim Benzema.

## Discographie
- 2019 : Deqqat Qelbi[14]
- 2020 : Bik wla bia[15]
- 2020 : Que Pasa feat. Lbenj[16]
- 2021 : Nari[17]
- 2021 : Nedmana[18]
- 2022 : Lmektab
- 2023 : WILIWILI
- 2023 : Liyam
- 2023 : Maranich Labas
- 2023 : Chokran